# Tristanieae
Tristanieae es una tribu de plantas de la familia de las mirtáceas. Tiene los siguientes géneros:

## Géneros
- Thaleropia Peter G.Wilson
- Tristania R.Br.
- Xanthomyrtus Diels